# Bärenplatz (Bern)
Der Bärenplatz ist ein zentral in der Stadt Bern (Schweiz) gelegener Platz.

## Lage
Er mündet im Nordwesten in die Spitalgasse, im Norden auf den Waisenhausplatz, im Nordosten in die Marktgasse, im Südosten in die Amthausgasse, im Süden auf den Bundesplatz und im Südwesten in die Schauplatzgasse.

## Geschichte

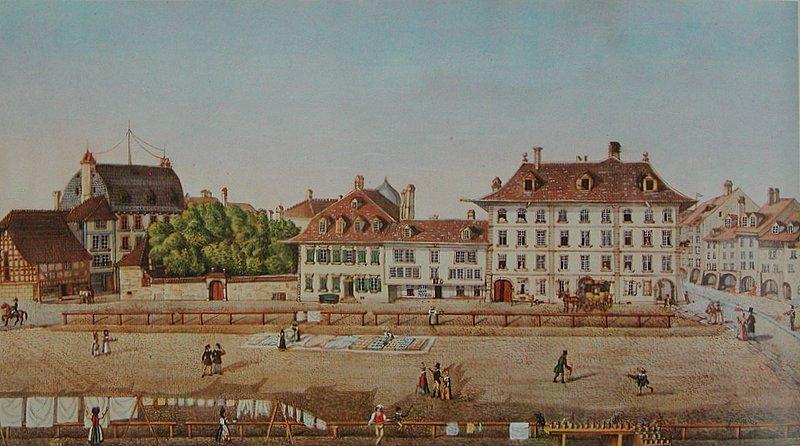
Der Bärenplatz um 1810

Der Platz entstand über dem zugeschütteten Graben vor der 3. Stadtbefestigung, auf seinem Nordteil wurde 1513 der erste Bärengraben eingerichtet. Erst 1578 verschwand die Grabenbrücke vor dem Käfigturm, ein Jahr später wurde der Südteil des Grabens aufgefüllt. Dieser Teil des Platzes hiess in der Folge Heu- und Holzmarkt. 1627 wurde der Rossmarkt dorthin verlegt. Nach der Verlegung des Bärengrabens vor das Golatenmatttor im Jahre 1763 hiess der Nordteil des Platzes Holzmarkt und der mittlere Teil Viehmarkt. Bis 1823 hiess der gesamte Platz dann Oberer Platz, erst in der Mitte des 19. Jahrhunderts kam der Name Bärenplatz auf. 1864 wurde der Platz gepflastert. Von 1895 (als man das alte Casino abgebrochen hatte) bis gegen 1900 (als man das Parlamentsgebäude erstellte) gehörte der alte Casinoplatz auch zum Bärenplatz. 1901 wurde der Bärenplatzbrunnen von der Nordwestecke des heutigen Bundesplatzes in die Mitte des Bärenplatzes verschoben.
Im 21. Jahrhundert möchte die Stadt Bern den Bärenplatz und den Waisenhausplatz u. a. mit etwas mehr Grün aufwerten. Dabei soll auch der Asphalt durch Pflastersteine ersetzt werden. Bei der Volksabstimmung vom 18. Mai 2025 wurde der entsprechende Ausführungskredit mit 73,60 Prozent Ja-Stimmen gutgeheissen.